# Alfonso Litta
Alfonso Litta (ur. 19 września 1608 w Mediolanie, zm. 28 sierpnia 1679 w Rzymie) – włoski kardynał.

## Życiorys
Urodził się 19 września 1608 roku w Mediolanie, jako syn Pompea Litty i Lucii Cusani. Studiował na Uniwersytecie w Salamance i na Uniwersytecie Bolońskim, gdzie uzyskał doktorat utroque iure. Wstąpił do adwokatury mediolańskiej i został referendarzem Trybunału Obojga Sygnatur. W 1648 roku przyjął święcenia kapłańskie. 17 czerwca 1652 roku został wybrany arcybiskupem Mediolanu, a tydzień później przyjął sakrę. 14 stycznia 1664 roku został kreowany kardynałem in pectore. Jego nominacja na kardynała prezbitera została ogłoszona na konsystorzu 15 lutego 1666 roku i nadano mu kościół tytularny Santa Croce in Gerusalemme. Zmarł 28 sierpnia 1679 roku w Rzymie.